# 贝拉克区
贝拉克区（法語：Arrondissement de Bellac）是法国新阿基坦大区上维埃纳省所辖的一个区。总面积1779.9平方公里，总人口38450，人口密度22人/平方公里（2018年）。主要城镇为贝拉克。

## 辖区
贝拉克区辖有57个市镇。